# Smardzewo (powiat płocki)
Smardzewo – wieś w Polsce położona w województwie mazowieckim, w powiecie płockim, w gminie Staroźreby. Leży nad Sierpienicą.
| SIMC    | Nazwa     | Rodzaj    |
| ------- | --------- | --------- |
| 0577053 | Włościany | część wsi |

W latach 1975–1998 miejscowość należała administracyjnie do województwa płockiego.
Przez wieś przebiega droga wojewódzka nr 567.